# Jacinda Ardern
Pour les articles homonymes, voir Ardern.
Dame Jacinda Ardern /dʒəˈsɪndə ɑːrˈdɜːrn/, née le 26 juillet 1980 à Hamilton (Waikato), est une femme d'État néo-zélandaise. Elle est Première ministre de 2017 à 2023.
Membre de la Chambre des représentants à compter de 2008, elle devient chef du Parti travailliste de Nouvelle-Zélande le 1er août 2017 et, à ce titre, se trouve dès lors à la tête de l'opposition. Après les élections législatives du 23 septembre 2017 où son parti obtient 35,7 % des suffrages, elle parvient en octobre à obtenir un accord, avec le Parti vert et avec le parti Nouvelle-Zélande d'abord, pour former un gouvernement de coalition. Le 26 octobre 2017, Jacinda Ardern accède ainsi au poste de Premier ministre de Nouvelle-Zélande, la seconde plus jeune personne à occuper ce poste (après Edward Stafford en 1856, qui la devance de quelques jours seulement) et la troisième femme.
Elle remporte avec le Parti travailliste les élections législatives de 2020, obtenant le plus important score depuis 1946 avec plus de 50 % des voix et la majorité absolue des sièges, une première depuis l'introduction du système de représentation proportionnelle mixte en 1996. Elle démissionne le 25 janvier 2023.

## Biographie

### Enfance et formation
Née le 26 juillet 1980 à Hamilton, Jacinda Kate Laurell Ardern grandit à Murupara, une petite ville de la région de la Baie de l'Abondance puis à Morrinsville. Fille de Ross Ardern, Haut-commissaire de Nouvelle-Zélande à Niue et ancien policier, Ardern est élevée dans la foi mormone. Elle abandonne sa religion dans les années 2000 en raison des positions de cette Église sur l'homosexualité. Elle se définit dès lors comme agnostique.
En 1999, elle rejoint l'université de Waikato où elle obtient une licence en communication. Entrée au Parti travailliste de Nouvelle-Zélande à l'âge de 17 ans, elle travaille à la fin de ses études pour Phil Goff et Helen Clark, leaders du parti,. Elle est nommée vice-présidente des Jeunes travaillistes en 2003 et 2004.

### Carrière professionnelle
En 2006, Jacinda Ardern part à New York où elle travaille pendant six mois comme bénévole dans une soupe populaire et pour une association défendant les droits des travailleurs. Elle décroche un poste de conseillère politique senior au cabinet de Tony Blair, alors Premier Ministre britannique, à Londres. Elle est ensuite élue Présidente de l'International Union of Socialist Youth en 2008. Cette expérience lui donne l'occasion de voyager en Inde, au Liban, en Algérie et en Cisjordanie.

### Ascension politique
En 2008, Jacinda Ardern rentre en Nouvelle-Zélande. Le Parti travailliste lui demande de faire campagne pour devenir députée de Waikato. Elle perd les élections mais elle entre tout de même au Parlement néo-zélandais le 8 novembre 2008 grâce à sa vingtième position sur la liste du Parti travailliste. Âgée de seulement 28 ans, Jacinda Ardern devient la plus jeune membre du Parlement et conserve ce titre jusqu'en 2010. Elle est nommée porte-parole chargée de la jeunesse et porte-parole adjointe chargée de la justice des jeunes par son parti, deux positions qu'elle occupe jusqu'en 2011. Elle échoue à nouveau aux élections de 2011 et 2014 mais continue à siéger sur liste au Parlement.
En février 2017, Jacinda Ardern est élue députée dans la circonscription de Mount Albert. Sa popularité lors des primaires travaillistes lui permet d'être élue vice-chef du Parti travailliste en mars 2017. À 36 ans, elle est le plus jeune membre à accéder à cette fonction.

### Chef du Parti travailliste et élections législatives de 2017
Alors que le Parti travailliste se trouve à son niveau le plus bas dans les sondages en 20 ans, son chef Andrew Little choisit d'en assumer la responsabilité et de démissionner. Jacinda Ardern est choisie pour le remplacer, moins de deux mois avant les élections législatives du 23 septembre 2017. À 37 ans, elle devient ainsi Leader de l'Opposition et la plus jeune chef du Parti travailliste de l'histoire néo-zélandaise. Les intentions de vote pour le Parti travailliste montent en flèche après sa nomination, allant jusqu'à dépasser les intentions de vote du Parti national adverse à un mois des élections législatives. La popularité de Jacinda Ardern auprès de l'électorat néo-zélandais est telle que la presse évoque une « Jacindamania »,,,,.

Ce phénomène de « Jacindamania » est avant tout le résultat d’une gouvernance considérée comme étant efficace, ce qui lui a notamment permis d’être reconnue par la presse comme une personnalité politique influente et populaire (Huang, 2021). L’éthique du « care » est une forme de gouvernance associée principalement à la transparence, l’honnêteté, la responsabilité, la bienveillance et l’empathie. Jacinda Ardern en a fait usage durant ses mandats en s’appuyant sur plusieurs ressources, que ce soit à travers les réseaux sociaux, le choix concis de ses mots lors de ses discours, ou encore sa manière de se vêtir (Elder, Lees-Marshment, et Bendle, 2022). À titre d’exemple, durant le sommet du Commonwealth le 19 avril 2018, elle était vêtue d’une cape traditionnelle maori, appelé kahu huruhuru, symbole de pouvoir, prestige et respect, une manière de rendre hommage au peuple Maori. Ce geste symbolique a suscité plusieurs réactions positives sur les réseaux sociaux, et n’a fait que renforcer ce phénomène de Jacindamania. De plus, à la suite de sa réélection en 2020, Jacinda Ardern a notamment fait le choix de former un gouvernement composé de 25% d'élus Maoris, en justifiant ce choix par une plus grande représentation de la communauté Maorie, mais aussi des femmes (occupant huit des vingt postes), tout en mettant l'accent sur leurs compétences professionnelles et leur mérite au sein du gouvernement. Ce choix a été applaudi et relayé par de nombreux médias, montrant principalement la grande diversité au sein de ce nouveau gouvernement néo-zélandais. De manière générale, Jacinda Ardern a utilisé les réseaux sociaux à de nombreuses reprises depuis son premier mandat, notamment pour l’annonce de sa grossesse. Sur la plateforme Instagram qui comptabilise plus de 1,6 million d’abonnés, on peut notamment y retrouver quelques photos de son quotidien avec sa famille, mais aussi des publications en lien avec son activité politique. Également, Jacinda Ardern partage d’autres moments de vie sur twitter, comme à l’occasion d’un Secret Santa organisé où on pouvait la voir déballer des cadeaux. Cette stratégie de communication politique a participé à renforcer l’image d’Ardern en tant que personnalité politique responsable et bienveillante, autant dans son pays qu’à l’échelle internationale.

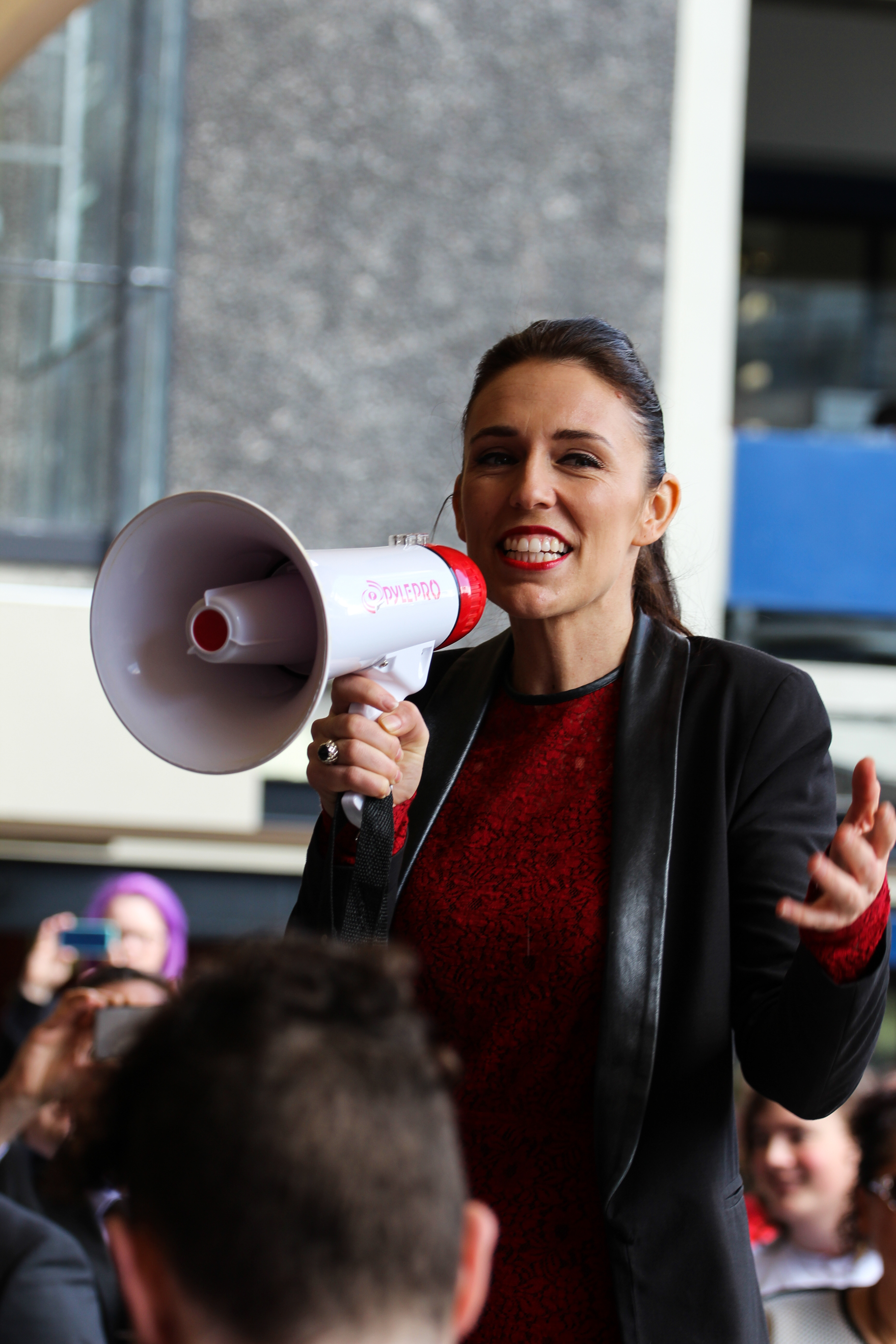
Jacinda Ardern à l'université d'Auckland, le 1er septembre 2017.

Durant la campagne électorale, les travaillistes et Nouvelle-Zélande d'abord (NZF) avaient tous deux prôné une réduction de l'immigration, et le Parti travailliste était davantage réceptif au protectionnisme de NZF que ne l'était le Parti national, très attaché à l'immigration et au libre-échange. L'accord de gouvernement annoncé par les partis de la nouvelle coalition inclut ainsi une réduction de l'immigration d'environ 25 000 personnes par an, et une renégociation de l'Accord de partenariat transpacifique pour y introduire une clause interdisant aux étrangers d'acheter des terres en Nouvelle-Zélande.
La coalition promet aussi la construction de 100 000 logements à prix abordables à l'horizon 2027, et une interdiction aux spéculateurs étrangers d'acheter des logements existants. Sur le plan social et environnemental, le gouvernement promet un renforcement des services publics de santé mentale, un accroissement quasi immédiat du salaire minimum horaire (qui serait porté à 16,50 dollars), un plan d'assainissement des rivières et des lacs pollués, et un objectif de neutralité carbone pour l'économie.
Son parti obtient 35,7 % des suffrages. Après avoir obtenu un certain succès dans ces élections législatives (7,2 %), le chef du parti Nouvelle-Zélande d'abord, Winston Peters accepte le 19 octobre 2017 de former une coalition avec les travaillistes et le Parti vert (6,3 % des suffrages), assurant ainsi à Jacinda Ardern de devenir Première ministre d'un gouvernement minoritaire.

### Première ministre

#### Premier mandat

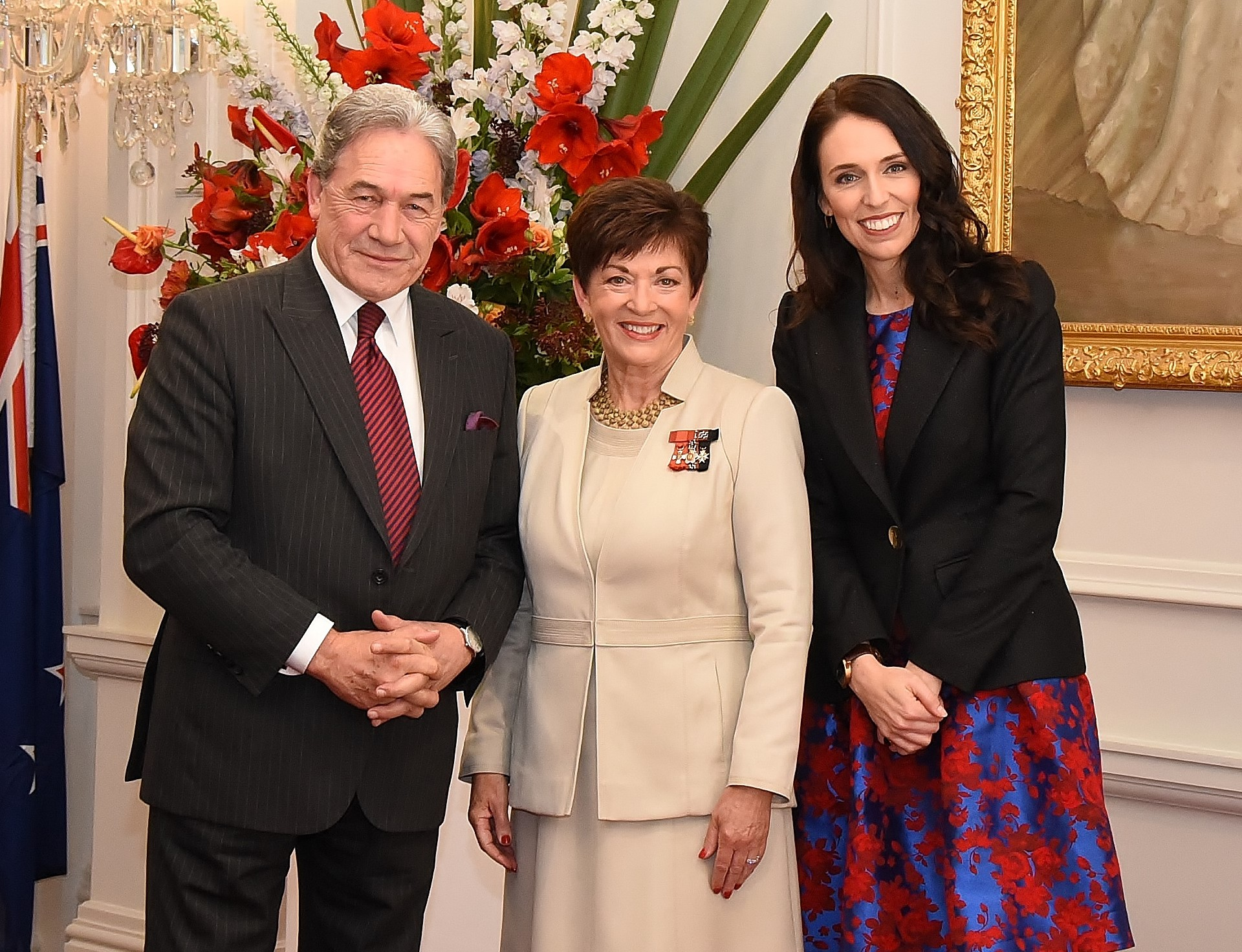
Jacinda Ardern avec son vice-Premier ministre Winston Peters et le gouverneur général, Dame Patsy Reddy, le 26 octobre 2017.

Outre la direction du gouvernement, Jacinda Ardern prend en charge les fonctions de ministre de la Sécurité nationale et du Renseignement, ministre des Arts, de la Culture et du Patrimoine, et ministre des Enfants vulnérables. Elle nomme Winston Peters, chef du parti Nouvelle-Zélande d'abord, aux postes de vice-Premier ministre et de ministre des Affaires étrangères, tandis que James Shaw, chef du Parti vert, devient ministre du Changement climatique.
À l'annonce de sa grossesse, le 19 janvier 2018, Jacinda Ardern annonce qu'elle quittera temporairement son poste à la suite de la naissance de son futur enfant, pour une période de six semaines. C'est son vice-Premier ministre Winston Peters qui occupera la fonction de Premier ministre jusqu'à son retour. Peters devient Premier ministre par intérim le 21 juin 2018, date à laquelle Ardern a accouché. L'intérim se termine le 2 août 2018 avec le retour d'Ardern au pouvoir,. Elle est la seconde femme dans le monde à accoucher en fonction, après Benazir Bhutto.
Le 24 septembre 2018, elle assiste à l'Assemblée générale annuelle de l'Organisation des Nations unies avec sa petite fille de trois mois, Neve. Elle est la première femme dirigeante à amener son bébé dans l'hémicycle, ce qui suscite l'attention des médias internationaux. Selon le porte-parole de l'Organisation, Stéphane Dujarric, « C’est tout à fait une bonne chose et nous étions ravis d’avoir Neve dans l’hémicycle de l’Assemblée Générale. Avec seulement 5 % de femmes dirigeantes dans ce monde, nous devons tout faire pour qu’elles se sentent accueillies le mieux possible ».

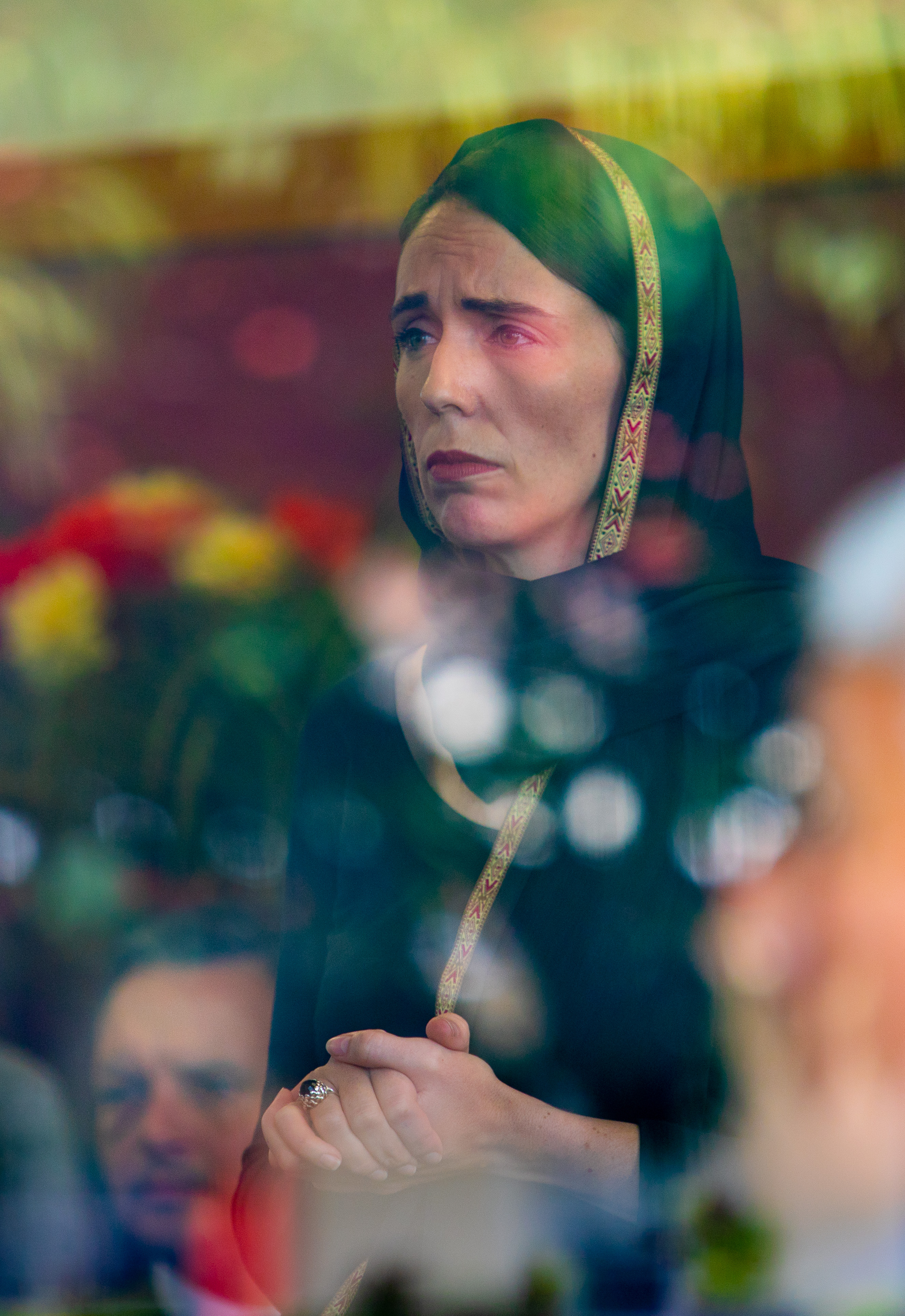
Jacinda Ardern après les attentats de Christchurch en 2019.

Le 15 mars 2019, la Nouvelle-Zélande est touchée par un attentat terroriste d'un sympathisant d'extrême-droite australien qui vise les mosquées et les personnes musulmanes de Christchurch et fait 51 morts et autant de personnes blessées. Deux autres hommes et une femme sont arrêtés par la police néo-zélandaise en rapport avec l'attaque. Jacinda Ardern tient alors une allocution où elle qualifie ce massacre d'« un des jours les plus sombres qu'ait connus la Nouvelle-Zélande ». La Première ministre invite ses concitoyennes et ses concitoyens avant tout à la « compassion pour les victimes » et ensuite « à la plus ferme condamnation possible de l'idéologie des personnes [qui ont commis ce crime] ». Elle ajoute que ces criminels « n'ont pas leur place en Nouvelle-Zélande, et en fait n'ont leur place nulle part dans le monde ». Par la suite, elle interdit les armes semi-automatiques, lance un programme de rachat d'armes et appelle avec le président français Emmanuel Macron les plateformes numériques à mieux réguler les contenus haineux et violents.
En septembre 2019, conjointement avec le Premier ministre fidjien Frank Bainimarama, la Première ministre islandaise Katrín Jakobsdóttir, la Première ministre norvégienne Erna Solberg et le président costaricien Carlos Alvarado, elle initie l'Accord sur le changement climatique, le commerce international et la durabilité (Agreement on Climate Change, Trade and Sustainability), en marge de la 74e session de l'Assemblée générale des Nations unies.
Elle permet la légalisation du droit à l'avortement en mars 2020, qui restait jusque là considéré comme un crime en Nouvelle-Zélande,.
Ses relations sont parfois tendues avec son partenaire nationaliste au sein de la coalition gouvernementale, le parti Nouvelle-Zélande d'abord, lequel parvient à bloquer sa politique d’accès au logement ou de réduction de la pauvreté infantile. Certains conflits l'opposent aussi au Parti māori, qui lui demande de s’attaquer au racisme systémique « qui relègue notre peuple à la deuxième place ». En 2019, la contestation d’un projet immobilier à Auckland sur une zone considérée comme sacrée par les aborigènes entache l’image de la première ministre.
Lors de ce premier mandat, elle déçoit également concernant la lutte contre le réchauffement climatique : si elle multiplie les prises de position sur le sujet et engage son pays à atteindre la neutralité carbone d'ici 2050, elle n'inclut pas le méthane dans les objectifs de réduction d'émission. Il s'agit d'une concession au secteur agricole, qui est le premier émetteur de gaz à effet de serre en Nouvelle-Zélande.

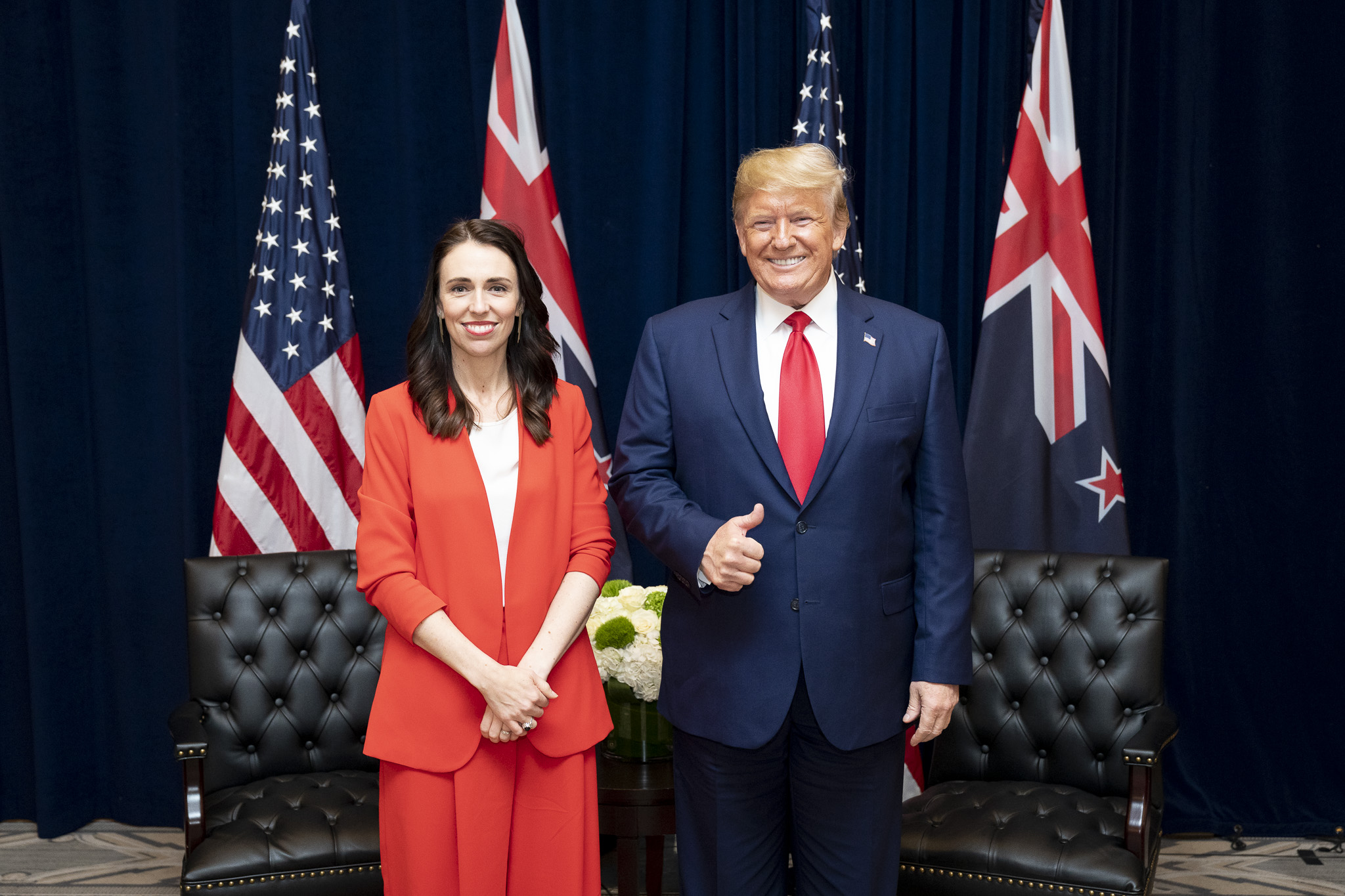
Jacinda Ardern et Donald Trump, 23 septembre 2019.

Sur les questions internationales, malgré ses critiques à l'égard du président américain Donald Trump, elle reste très proche de sa politique étrangère en faisant de la Russie et la Chine des « menaces » de premier plan. Son vice-premier ministre et ministre des Affaires étrangères, le controversé Winston Peters, a ainsi appelé les États-Unis a renforcer leur présence militaire dans le Pacifique.
En mai 2020, elle était la cheffe de gouvernement néo-zélandaise la plus populaire depuis un siècle.

#### Élections législatives de 2020

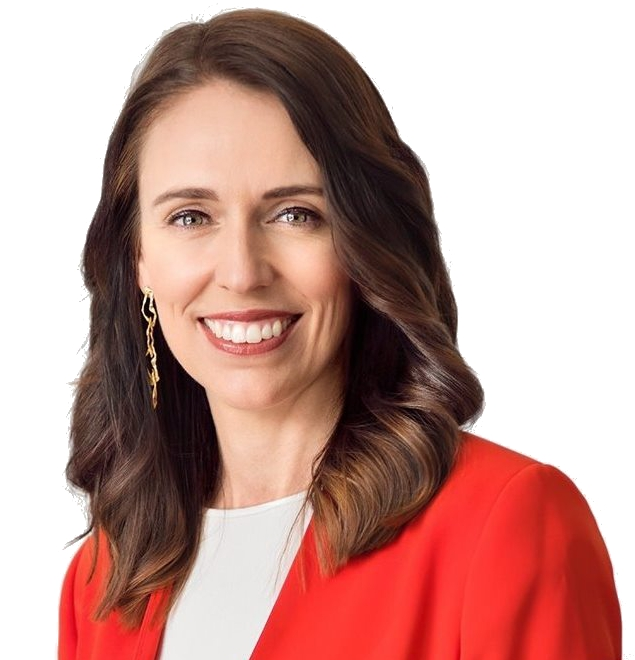
Jacinda Ardern en 2020.

Elle annonce des élections législatives anticipées, initialement prévues le 19 septembre 2020, mais le scrutin est reporté d'un mois au 17 octobre, en raison de la pandémie de Covid-19. Sa gestion de la pandémie dans son pays est mondialement saluée, notamment en termes de communication. Selon The Lowy Institute, un think tank australien, la gestion de la pandémie par son gouvernement est, début 2021, la meilleure sur un total de 98 pays,. Le taux de mortalité lié au Covid en Nouvelle-Zélande est notamment inférieur de 80 % à celui des États-Unis. 
Son gouvernement doit cependant faire face à une situation économique difficile, marquée par la hausse du coût de la vie. Il s'agit de la pire récession depuis la Seconde Guerre mondiale ; la population ne lui en tient cependant pas rigueur, le virus ayant été bien moins dévastateur que dans d'autres pays. Le gouvernement Ardern a concentré ses aides sur les entreprises, au moyen d'exonérations et de subventions généreuses, permettant d'éviter les faillites. Cette politique a permis aux salariés de conserver leur emploi, mais provoqua un transfert de richesses dans les poches des détenteurs de capitaux estimé fin 2021 à 872 milliards de dollars néo-zélandais (496 milliards d'euros), ce qui contribua à une nouvelle hausse des prix de l'immobilier. À l'été 2022, l'inflation atteint 7,3 %. Si le Labour approuve l'augmentation agressive des taux d'intérêt par la banque centrale, il néglige d'en amortir l'impact : un petit chèque de 350 dollars est accordé en soutien aux locataires, mais les retraités et la plupart des allocataires sociaux n'en voient pas la couleur; la réduction des tarifs des transports publics prend fin au bout d'un an. Et le gouvernement renonce à s'attaquer aux superprofits des entreprises, notamment dans la grande distribution. 
Pour son second mandat, elle promet que le jour de l'An maori (Matariki) deviendra un jour férié officiel.
Les conservateurs s'en prennent à elle au sujet d’un conflit territorial avec des Maoris et de son programme de rachat d’armes à feu après le massacre de Christchurch. Le Parti travailliste mené par Jacinda Ardern remporte sa victoire la plus importante depuis 1946 avec plus de 50 % des voix et la majorité absolue des sièges, une première depuis l'introduction du système de représentation proportionnelle-mixte en 1996. Il s'agit du meilleur score obtenu par les travaillistes depuis la Seconde Guerre mondiale. En parallèle du scrutin se tiennent deux référendums : un sur la légalisation de l'euthanasie, qui voit les Néo-Zélandais voter à 65,91 % pour la légalisation, et un autre sur la légalisation du cannabis à usage récréatif, que la population rejette à 51,17 %,.

#### Second mandat

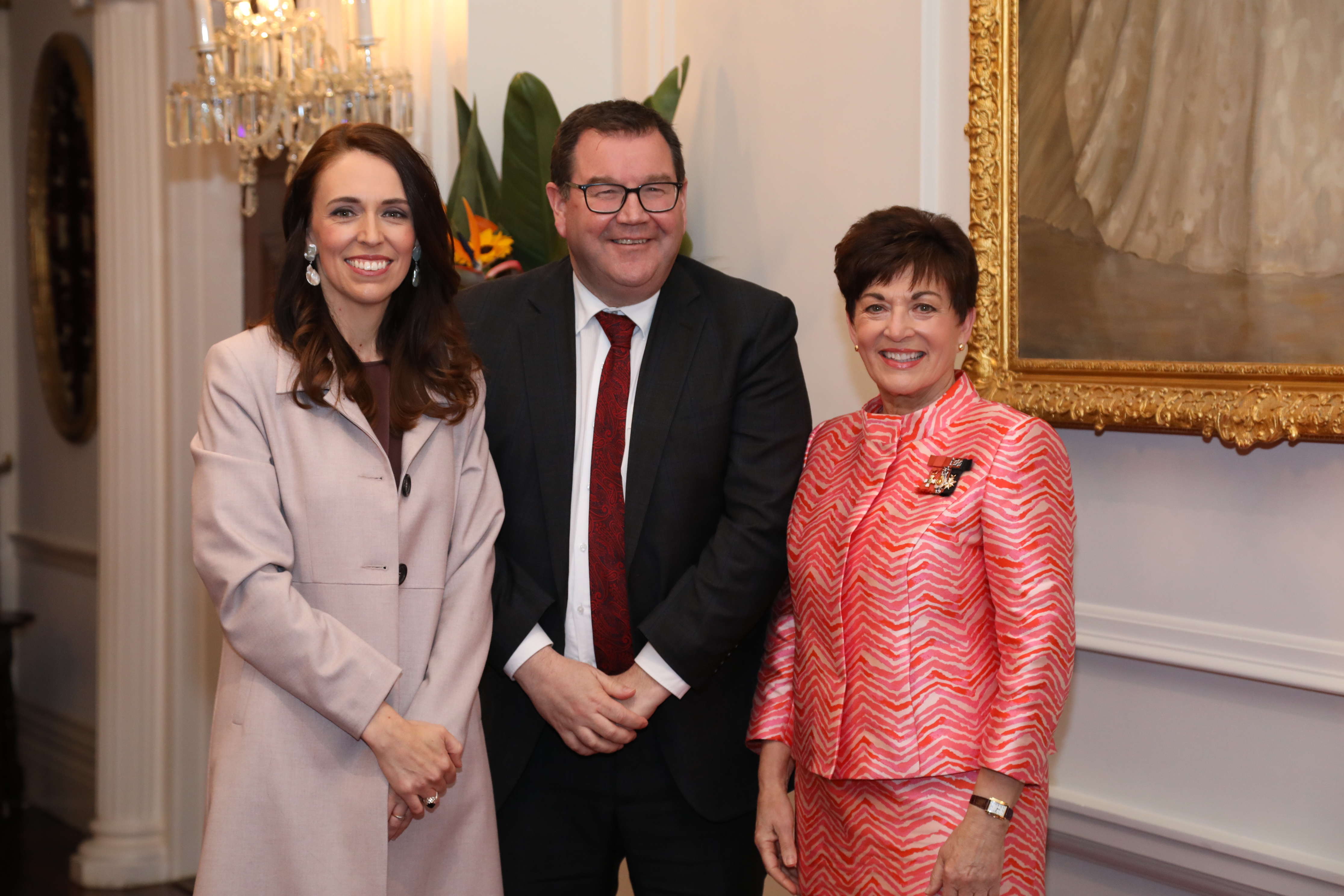
Jacinda Ardern avec son vice-Premier ministre et le gouverneur général, Dame Patsy Reddy, le 6 novembre 2020.

Jacinda Ardern est investie avec son second gouvernement le 6 novembre 2020. La majorité absolue obtenue à la suite des législatives d'octobre 2020 lui permet de former un gouvernement de coalition majoritaire avec le soutien des Verts tout en se défaisant des populistes de Nouvelle-Zélande D'abord (NZF). Les femmes et la communauté maorie sont fortement représentées dans la nouvelle composition du cabinet Ardern avec notamment Nanaia Mahuta comme ministre des Affaires étrangères.
Le 25 mai 2021, la Première ministre Ardern choisit Cindy Kiro comme prochain gouverneur général de Nouvelle-Zélande, avec l'approbation de la reine Élisabeth II. Dame Cindy Kiro prête serment le 21 octobre. Jacinda Ardern a déclaré qu'elle croyait que la Nouvelle-Zélande deviendrait une république de son vivant. Elle a toutefois rencontré régulièrement des membres de la famille royale et a déclaré : « Mes opinions particulières ne changent pas le respect que j'ai pour Sa Majesté et pour sa famille, ainsi que pour le travail qu'ils ont accompli pour la Nouvelle-Zélande. Je pense que l'on peut avoir les deux points de vue, et c'est ce que je fais ». Après la mort de la reine Élisabeth II en septembre 2022, Jacinda Ardern réaffirme son soutien au républicanisme, mais déclare que les démarches officielles pour que la Nouvelle-Zélande devienne une république ne sont pas « à l'ordre du jour ».
Elle fait adopter en 2022 un plan anti-tabac. Ce texte prévoit d'abaisser significativement la teneur en nicotine des cigarettes afin d'éviter les addictions, d'augmenter progressivement l'âge minimal d'accès au tabac et de réduire le nombre de points de vente. Il sera cependant supprimé fin 2023 par le nouveau premier ministre Christopher Luxon.
À la fin de son second mandat, la popularité des travaillistes est en forte baisse, en raison de la crise économique, de l'augmentation du coût de la vie et de promesses non tenues. Ainsi, le programme KiwiBuild prévoyait le construire 100 000 logements abordables mais début 2023 seulement 1 300 ont été réalisés. Surtout, sa popularité a été affectée par les confinements et l'imposition de la vaccination.
Dans le domaine de la lutte contre le changement climatique, les gouvernements travaillistes ont cédé au lobbying et renoncé à mettre fin au traitement de faveur dont bénéficie l'agriculture, le secteur le plus émissif de l'économie. Il lui a aussi été reproché, à gauche, de ne pas avoir profité de son capital politique pour entamer des réformes plus conséquentes, notamment en matière fiscale pour taxer les plus-values ou les fortunes. La première ministre s'est plutôt engagée, tout au long de ses deux mandats, à respecter les « règles de responsabilité budgétaire » en vue de rassurer le monde des affaires, à obtenir des excédents, à réduire le montant des dépenses publiques de 35 à 30 % du produit intérieur brut et à maintenir celui de la dette en dessous des 20 % du PIB. Les inégalités de patrimoine n'ont pas reculé, 1 % des Néo-Zélandais possèdent environ un quart des richesses du pays. Cependant, le gouvernement travailliste a augmenté les allocations et le salaire minimum, et renforcé les droits des travailleurs comme ceux des locataires.

#### Démission et activités post-gouvernementales
Le 19 janvier 2023, Jacinda Ardern annonce sa démission du poste de Première ministre pour le 7 février suivant au plus tard,. La cheffe du gouvernement annonce également que les prochaines élections législatives se tiendront le 14 octobre 2023 et que d’ici là, elle continuera à exercer son mandat de députée. Elle déclare « n'avoir plus assez d'énergie » et que sa décision n'est pas liée aux sondages défavorables pour les prochaines élections générales,. Chris Hipkins, ministre de l'Éducation et ancien ministre chargé de la réponse au Covid-19, lui succède comme chef du Parti travailliste le 22 janvier suivant, puis à la tête du gouvernement le 25 janvier. La Harvard Political Review définit sa personnalité politique rare par « l'authenticité, l'empathie et l'audace », un mélange de qualités autrefois attribuées aux hommes, soulignant que « tout au long du XXe siècle, les dirigeants ont accédé au pouvoir en mettant en avant des qualités traditionnellement masculines, telles que l'agressivité et l'entêtement, pour asseoir leur domination sur l'opposition » tout en expliquant que Ardern a su renverser les catégories genrées.
L'université Harvard annonce en avril 2023 que Jacinda Ardern doit rejoindre l'université à partir de l'automne au sein d'un programme dédié aux anciens dirigeants.
En juin 2023, le roi Charles III la fait dame grand compagnon de l'ordre du Mérite de Nouvelle-Zélande.

### Vie privée

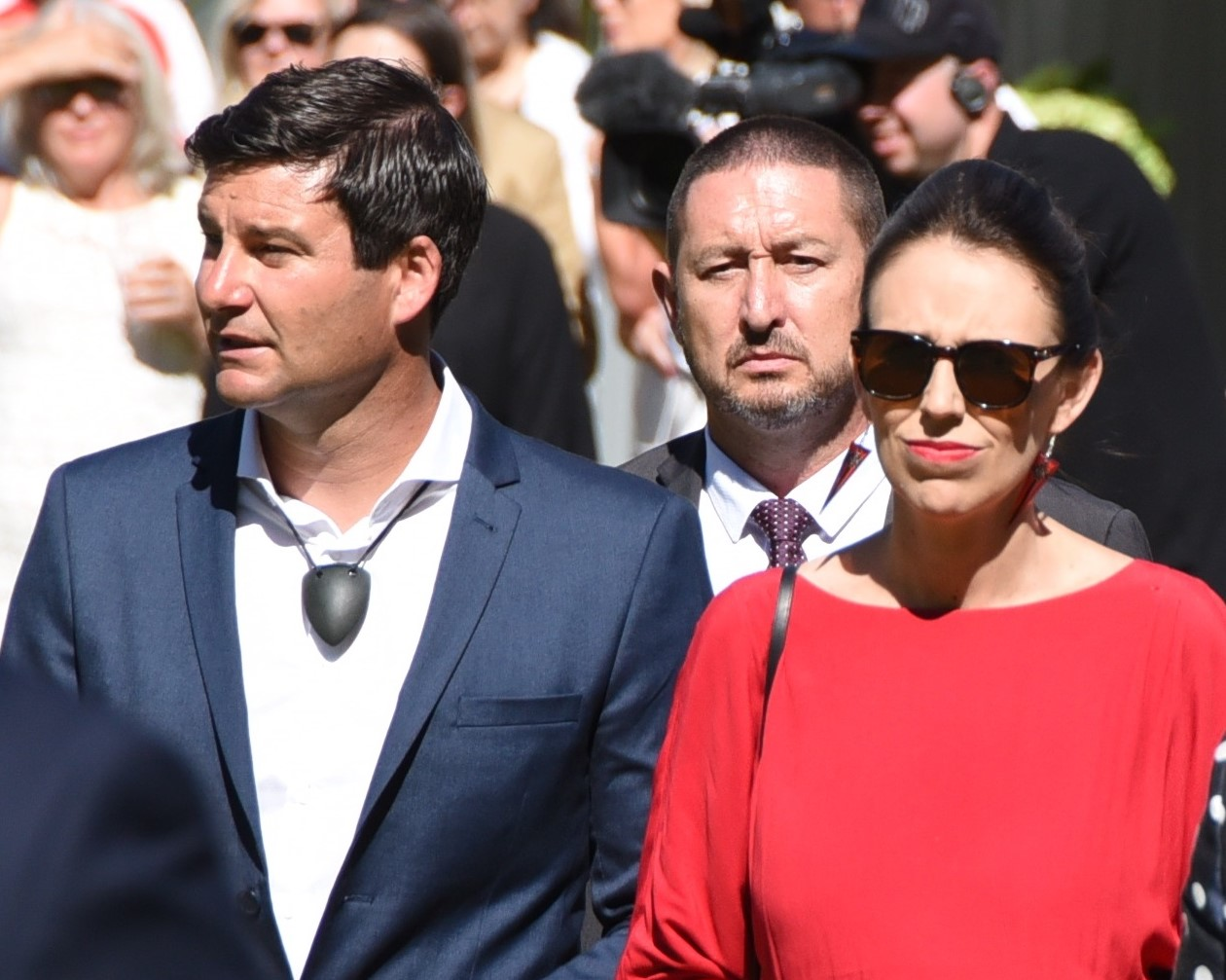
Jacinda Ardern et son conjoint Clarke Gayford lors du Waitangi Day.

Jacinda Ardern vit avec le présentateur de télévision Clarke Gayford (en). Le couple s'est rencontré en 2013 lorsque Clarke Gayford a contacté Jacinda Ardern, alors membre du Parlement, pour discuter d'un problème local. Leur chat, Paddles, est devenu une star des réseaux sociaux après l'élection de Jacinda Ardern.
Pendant la campagne électorale, Jacinda Ardern n'avait pas encore d'enfant, ce qui a poussé plusieurs journalistes à l'interroger sur ses projets de grossesse et sur sa capacité à assurer le poste de Premier ministre si elle venait à être enceinte. La question a indigné d'autres journalistes qui ont relevé le caractère sexiste de cette remise en cause de sa capacité à assumer la fonction de Premier ministre,.
Le 19 janvier 2018, Jacinda Ardern annonce sa grossesse par les réseaux sociaux. Elle explique avoir appris la nouvelle quelques jours seulement avant son élection au poste de Premier ministre et précise qu'elle prévoit de prendre six semaines de congé maternité au mois de juin 2018. Pendant cette période, la gestion du pays a été confiée à son vice-Premier ministre, Winston Peters. Après le retour à son poste, son compagnon Clarke Gayford décide de devenir père au foyer. Les personnalités politiques néo-zélandaises, parmi lesquelles son rival conservateur pendant les élections, l'ancien Premier ministre Bill English, ont félicité Jacinda Ardern dès son annonce. James Shaw, leader du Parti vert, déclare : « Qu'une femme puisse être Première ministre de Nouvelle-Zélande et choisir d'avoir une famille tout en restant à son poste est très révélateur du pays dans lequel nous vivons et que nous pourrions devenir : un pays moderne, progressiste, inclusif et égalitaire. »,
Elle accouche d'une petite fille, Neve Te Aroha, le 21 juin 2018.
Jacinda Ardern est connue pour son passe-temps de DJ,.

## Résultats électoraux

### Chambre des représentants
| Élections                | Parti        | Parti        | Circonscription  | Voix  | %    | Issue |
| ------------------------ | ------------ | ------------ | ---------------- | ----- | ---- | ----- |
| 2008                     |              | Travailliste | Scrutin de liste | 7 272 | 22,9 | Élue  |
| 2011                     | 14 321       | Travailliste | Scrutin de liste | 43,2  |      | Élue  |
| 2014                     | 11 894       | Travailliste | Scrutin de liste | 43,6  |      | Élue  |
| 02/2017 (en) (partielle) | Mount Albert | Travailliste | 10 495           | 76,9  |      | Élue  |
| 09/2017                  | Mount Albert | Travailliste | 24 416           | 63,9  |      | Élue  |
| 2020                     | Mount Albert | Travailliste | 29 238           | 70,7  |      | Élue  |